# Nikolaus Selnecker
Nikolaus Selnecker (ur. 5/6 grudnia 1530 w Hersbrucku, zm. 24 maja 1592 w Lipsku) – niemiecki teolog luterański, współtwórca Formuły zgody, autor wielu pieśni religijnych.

## Życiorys
Nikolaus Selnecker już wcześnie wykazywał talenty muzyczne, jednak najpierw ukończył studia prawnicze na Uniwersytecie w Wittenberdze (1550–1554), a następnie podjął studia teologiczne, podczas których duży wpływ wywarł na niego Filip Melanchton i jego irenistyczne podejście. Przez jakiś czas wykładał filozofię, filologię i teologię. W 1557 roku Melanchton zarekomendował go do objęcia posady trzeciego kapelana nadwornego elektora saskiego Augusta i w styczniu następnego roku Selnecker przeniósł się do Drezna. Rok później powierzono mu też szkolenie nadwornego chóru, był też nauczycielem następcy tronu, Aleksandra (zm. w 1565). Podczas swego pobytu w Dreźnie opublikował komentarze do Księgi Psalmów, Księgi Mądrości i 1. Listu Jana, a także kilka innych dzieł. 
W tym czasie Melanchton zmarł, a Selnecker znalazł się pod wpływem swego teścia, Daniela Greisera, i stał się zaciekłym polemistą. Z tego powodu pojawiła się opozycja względem niego. Przeciwnicy wykorzystali fakt, że w jednym z kazań Selnecker zaatakował zamiłowanie księcia do łowiectwa, i w 1564 roku opuścił on Drezno. Następnego roku przyjął zaproszenie do Jeny, jednak dwa lata później on i jego towarzysze, należący do grupy flipistów, musieli opuścić kraj po objęciu tron przez księcia Jana Wilhelma. Powrócił więc do elektora Augusta, który w 1568 powierzył mu profesurę na Uniwersytecie w Lipsku, został też proboszczem kościoła św. Tomasza i superintendentem. W 1570 roku uzyskał od elektora pozwolenie, na opuszczenie go na dwa lata, i udał się do Wolfenbüttel, gdzie został kaznodzieją nadwornym, radcą kościelnym i superintendentem generalnym. Jednak został tam wciągnięty w liczne spory teologiczne, będąc oskarżany przez filipistów o popieranie poglądów Flaciusa, a przez gnezjoluteranów o przyjaźń z odstępczymi teologami wittenberskimi. Jedynym rozwiązaniem było przedstawienie swych poglądów na piśmie, więc, podczas swego pobytu w Gandersheim, napisał dzieło Institutio religionis Christianæ. Latem 1573 roku udał się do Oldenburga, gdzie pracował przez kilka miesięcy, próbując wprowadzić luterański porządek kościelny, a następnie został przywołany z powrotem do Lipska, gdzie ponownie objął swe wcześniejsze funkcje.
Drugi pobyt w Lipsku był szczytowym okresem działalności teologicznej Selneckera. Podczas tworzenia Formuły zgody zajął pośrednią pozycję pomiędzy filipistami a gnezjoluteranami, choć zdecydowanie odcinał się od kryptokalwinizmu. Jego irenistyczna postawa była źródłem sporów z Jakobem Andreä, który żywił też osobistą urazę, gdyż został pozbawiony urzędu przez elektora saskiego. Jak długo elektor August żył, Selnecker aktywnie udzielał się w działalności teologicznej i duszpasterskiej, w tym w wizytacjach kościelnych. Gdy jednak tron objął Krystian I Wettyn, ponownie wpływy zdobyli kryptokalwiniści. W 1589 roku Selnecker został pozbawiony urzędu, ale jeszcze przez pewien czas mieszkał w Lipsku. Po kilku miesiącach uciekł jednak do Halle, a następnie do Magdeburga, po czym został superintendentem w Hildesheim. W 1591 roku, po śmierci Krystiana, przyjął propozycję powrotu do Lipska, jednak zmarł w wyniku choroby niedługo po przybyciu do miasta.

## Wybrane dzieła
- Libellus brevis et utilis de cæna Domini (Leipzig, 1561)
- Fünfzig Psalmen des königlichen Propheten David ausgelegt (Nürnberg, 1564)
- Pædagogia Christiana (Frankfort, 1565)
- Der ganze Psalter des königlichen Propheten David ausgelegt (1565–1566)
- Tröstliche Sprüche und Grabschriften aus der heiligen Schrift (1567)
- Catalogus præcipuorum conicliorum æcomunicorum et nationalium a tempore apostolorum usque ad nostram ætatem (2 części, Frankfort, 1571)
- Institutio religionis Christianæ (Frankfort, 1572)
- Psalter Davids mit kurzen Summarien und Gebetlein (1572)
- Relationes aliquot: De consilio scripti Libri Concordiæ (Leipzig, 1581)
- De persona Christi et cæna Domini (Leipzig, 1581)
- De autoritate et sententia Confessionis Augustanæ (Leipzig, 1581)
- De autoritate Lutheri et Philippi (Leipzig, 1581)
- De controversis nonnullis articulis (Leipzig, 1581)
- Historie von der Augsburgischen Konfession (Leipzig, 1584)
- Christliche Psalmen, Lieder und Kirchengesänge (Leipzig, 1587)